# Acacia belairioides
Acacia belairioides o Vachellia belairioides según las taxonomías más recientes es una especie de leguminosa en la familia Fabaceae. Se encuentra solo en Cuba, confinada a la Provincia de Holguín en noreste de Cuba. Está considerada en peligro de extinción por la pérdida de hábitat.

## Taxonomía
Acacia belairioides fue descrita por Ignatz Urban y publicado en Symbolae Antillanae seu Fundamenta Florae Indiae Occidentalis 9(4): 439. 1928.
Etimología
Ver: Acacia: Etimología
Sinonimia
- Feracacia belairioides (Urb.) Britton & León
- Vachellia belairioides (Urb.) Seigler & Ebinger